# Београдска тврђава
Београдска тврђава представља градско утврђење око које се развио данашњи Београд. Подигнута је почетком 1. века као палисада са земљаним бедемима, да би се током векова развијала у римски каструм (II век), византијски кастел (VI и XII век), средњовековну утврђену престоницу Српске деспотовине (XIII и XV век) и на крају аустријско/османлијско артиљеријско утврђење (XVII и XVIII век). Данас је својеврстан музеј прошлости Београда и са Калемегданским пољем чини јединствену културно-историјску целину у оквиру Калемегданског парка.
Београдска тврђава се налази на ушћу реке Саве и Дунава, у урбаном подручју савременог Београда, Србија. Смештена у београдској општини Стари град, тврђава чини специфично историјско језгро града. Као један од најзначајнијих представника културног наслеђа Београда, првобитно је заштићена одмах после Другог светског рата, међу првим званично проглашеним споменицима културе у Србији. Тврђава је 1979. године проглашена за Споменик културе од изузетног значаја, а под заштитом је Републике Србије. Најпосећенија је туристичка атракција у Београду, а друга је Скадарлија. Пошто је улаз бесплатан, процењује се да је укупан број посетилаца (страних, домаћих, Београђана) преко 2 милиона годишње.

## Положај
Тврђава се налази на врху 125,5 m високог завршног гребена шумадијске геолошке плоче. Пешчани спруд се протеже најмање од ташмајданског дела града, потиче из периода миоцена и најстаријих етапа старог Панонског мора. Литице гребена гледају према Великом ратном острву и ушћу реке Саве у Дунав, и чини један од најлепших природних видиковаца у Београду. Окружују је три улице: Булевар Петра Бојовића,  улица Пjaрона де Мондезира и Париска улица, као и железничка пруга поред реке.

## Изглед тврђаве
Основу тврђаве чине два дела:
- Горњи град — обухвата плато некадашњег римског каструма, византијског кастела односно Деспотовог града и артиљеријска проширења према копну односно ка југу и истоку.[11]
- Доњи град — обухвата Милутиново Западно подграђе и Деспотово подграђе на обали, артиљеријско проширење ка истоку.

## Стратешки положај тврђаве
Београдска тврђава, а самим тим и сам Београд, има врло значајан стратешки положај у оквиру целокупне југоисточне Европе.
Смештена је на граници Панонске низије и Балканског полуострва и раскрсница је путних праваца који су од давнина повезивали Цариград (Via Militaris) односно Солун (Via Egnatia) са унутрашњошћу европског континента.
Поред копнених путева који се на том месту спајају, на њему се укрштају и пловни путеви оличени у Сави и поготово Дунаву који представља најзначајнију европску реку.
У локалном смислу гледано, тврђава се налази на крају гребенског платоа који се на том месту стрмо спушта ка ушћу Саве у Дунав. На тај начин је рекама спречен приступ тврђави са севера и истока Дунавом и запада Савом.

## Прошлост Београдске тврђаве

### Привремени логор
Стратешки положај Београдске тврђаве коришћен је у неолиту и енеолиту, али се и поред тога, келтски град развио на простору данашње Карабурме, око Роспи ћуприје.
Долазак Римљана на ове просторе, поново враћа Теразијски плато у средиште пажње. Претпоставља се да су још почетком 1. века на простору Сингидунума биле стациониране легије (IV Scithica и V Macedonica) али томе, за сада, нема археолошких потврда. Домицијанова (81—96) подела Мезије 86. године на Горњу и Доњу, доводи у ово поднебље из Далмације IV Flavia легију. Не зна се где је првобитно била стационирана (можда у Магруму), али је извесно да се она трајно смешта у Сингидунуму по окончању Дачких ратова почетком 2. века.
Тада је подигнут привремени војни логор од земљаних бедема и дрвених палисада окружен ровом. Дуго се сматрало да се он налазио на простору данашњег Горњег Града, али за то није било потврде у археолошким истраживањима. Открића са краја 20. века (обављена 1997. године) су отворила могућност да се он заправо налазио на потезу од данашњег Трга републике (Народни музеј и позориште) до Коларчеве задужбине и Студентског парка, оивичен данашњим улицама кнеза Михајла и Браће Југовића.
Иако ова хипотеза још увек није у потпуности потврђена, данас се сматра да се привремени логор налазио највероватније на том простору. На основу те претпоставке, процењује се да је имао правоугаону основу чије су максималне димензије могле бити 200 m x 400 m.

### Римски каструм
Трагови насеља на простору Београдске тврђаве датирају још из неолита, да би се у доба Келта на простору данашње Карабурме развио прави град под именом Сингидунум.
Најстарије утврђење на месту данашње Београдске тврђаве подигнуто је највероватније између 6. и 11. године н. е. у време када су варварска племена почела да угрожавају северне границе Римског царства. Тада је на платоу од Народног музеја и Позоришта до Студентског парка подигнуто утврђење од земљаних бедема и палисада које је касније, највероватније у II веку, прерасло у класични римски каструм који је чинио саставни део чувеног лимеса.
Каструм је имао правоугаону основу димензија 560 m са 350m и обухватао је данашњи Горњи Град са делом Калемегданског парка до данашње Париске улице. Током првих векова нове ере био је стално седиште IV Флавијеве легије. После поделе Римског царства 395. године тврђава улази у састав Источног римског царства под именом Сингидон, да би 441. године била разрушена у великом нападу Хуна. Краљ Острогота Теодорик Велики је осваја 471. године, да би је 498. године напустио током сеоба Острогота на Апенинско полуострво.

### Касноантичко односно рановизантијско утврђење
Тврђава бива обновљена и ојачана нешто пре 535. године током владавине византијског цара Јустинијана I (527—565). Том приликом је њена површина сведена највероватније само на правоугаони простор данашњег Горњег Града. Око ње се током словенског насељавања на Балканско полуострво смештају Срби. Тврђаву су у VIII веку разорили Обри, после чега је она неко време била напуштена.

### Средњовековно утврђење
Не зна се поуздано када су обновљени бедеми и живот у Београдској тврђави, али је извесно да је у средином IX века постојало утврђено насеље. Оно је највероватније обухватало западни угао некадашња касноантичка утврђења (простор будућег византијског Кастела и Деспотовог Града) као цитаделу утврђену каменом, док је остатак простора некадашњег касноантичког утврђења односно правоугаони простор Горњег Града био опасан земљаним бедемом са палисадом испред кога се налазио суви шанац чиме се Београдска тврђава није умногоме разликовала од већине осталих утврђења у Европи тог доба. Археолошки остаци рова пронађени су 2012. године.
Рановизантијска (касноантичка) тврђава је била грађена од белог камена који је блијештао са свог уздигнутог положаја над панонском равницом, због чега су јој Срби дали назив Бели Град односно Београд под којим се тврђава и насеље први пут помињу 16. априлa 878. године у писму римског патријарха Јована VIII упућеног бугарском кану Борису (852—889).
Током векова тврђавом и градом управљају на смену Бугари, Византинци и Мађари, да би у XI веку поново дошла у руке Византијског царства после слома Самуиловог царства (1018). Пошто је град тада постао истурено гранично утврђење Византије, некадашњи касноантички бедеми су обновљени.
Мађари су покушали да заузму град 1071. године, да би 1127. године успели на кратко да заузму град, али пошто нису били у стању да град задрже порушили су утврђење и тако добијени материјал су искористили за утврђивање Земунског Града. За време владавине Манојла Комнина (1143—1180) Византинци заузимају Земун, а камен који је три деценије раније прешао Саву враћен је и уграђен назад у Београдску тврђаву која у периоду од 1151. до 1165. године бива претворена у кастел у облику делтоида димензија око 135 m са око 60 m, смештеног на простору некадашње цитаделе.
Град 1183. или 1184. године пада у руке Мађара који владају њиме све до почетка XV века са малим прекидом од 1284. године је њиме управљао прво тзв. сремски краљ Драгутин (краљ Србије 1276—1282, краљ Срема 1282—1316), а потом и његов брат Милутин (1282—1321), да би га Мађари поново повратили 1319. године. Током своје владавине Милутин је проширио утврђење на запад, спустивши бедеме до Саве (тзв. Западно Подграђе). Српски цар Душан (1331—1355) и касније кнез Лазар (1371—1389) су покушали да заузму тврђаву, али без успеха.

### Београдска тврђава у доба деспота Стефана Лазаревића
Вазалним уговор који је са мађарским краљем Жигмундом (1387—1437) закључио 1403. године српски деспот Стефан Лазаревић (1377—1427) српска деспотовина је добила Београд и још неке области. Током његове управе градом, тврђава коју су Османлије 1397. године разрушиле је обновљена и значајно проширена у периоду од 1403. до 1407. године када је обновљен кастел који је претворен у деспотов утврђени дворац (1405), после чега је обновљено Западно Подграђе у коме је подигнуто Ратно пристаниште. Радови на проширењу утврђења су трајали све до смрти деспота Стефана 1427. године, а у самом граду се од 1405. године налази престоница Србије која је до тада била у Крушевцу (види Град цара Лазара). Током Стефанове владавине у граду је обновљен:
1. Манојлов кастел који је претворен у деспотов утврђени дворац са првобитном кулом Небојша као донжоном (окончано 1405)
2. Западно Пограђе које је ојачано и уз које је подигнуто Ратно пристаниште (окончано 1407) док су као потпуно нови делови тврђаве у периоду од 1407. до 1427. године редом подизани:
3. Горњи Град који је опасан системом двоструких бедема, попут ниског и задњег бедема у цариградским Теодосијевим бедемима
4. Дубоки суви шанац испред Горњег града са копнене стране
5. Доњи Град са Градским пристаништем чији је улаз чувала кула која је касније прерађена у данашњу кулу Небојшу

чиме је површина која је опасана бедемима за нешто мање од четврт века увећана десетоструко.
После Стефанове смрти, Београд бива враћен Мађарима који га додатно ојачавају због све веће опасности од Османлија, које су га три пута опседале:
- 1440. — прва опсада под вођством Мурата II (1421—1451)
- 1456. — друга опсада под вођством Мехмеда II Освајача (1451—1481) који је 1453. године заузео Цариград и срушио Византију
- 1521. — трећа опсада под вођством Сулејмана I Величанственог (1520—1566) који заузима Београд на свом походу ка Бечу (1529) преко Мохачког поља (1526).

Током своје владавине Мађари су додавали барбикане испред главних градских капија, истурени део утврђења на истоку и прерадили су данашњу кулу Небојша у типичну артиљеријску кулу тог доба.

### Артиљеријско утврђење
Аустријанци освајају тврђаву 1688. године и почињу са опсежном обновом и прерадом из средњовековног у артиљеријско утврђење. Посао је поверен Андреју Корнару који га је већином привео крају 1696. године под Османлијама које су у међувремену повратиле град. Том приликом је током бомбардовања погођен барутни магацин смештен у Деспотовом Граду што је изазвало велику експлозију у којој је страдао готово цео Деспотов Град. Међутим Корнарова решења су већ тада била застарела, а због сталних борби никада нису ни у потпуности завршена.
Аустријанци заузимају 1717. године Београд и у периоду од 1723. до 1736. године Швајцарац Никола Морес фон Доксат изводи велике преправке и дограђивања тврђаве у склопу којих је планирано и подизање додатних утврђења на левим обалама Саве и Дунава која би била повезана са самим утврђењем. Међутим тврђава је Београдским миром из 1739. године без борбе враћена Османлијама, а Аустријанци су били приморани да поруше новоизграђене бедеме у року од три (бастиона траса око вароши) односно шест (утврђења у склопу тврђаве) месеци. По окончању тих радова град бива у јуну 1740. године предат Османлијама. Због потребе очувања својих северних граница Османска империја је морала да обнови и додатно утврди Београдску тврђаву, али је услед лошег финансијског стања у самом царству та обнова трајала преко две деценије и није унела ништа ново, већ је представљала поједностављену обнову тада већ застарелих Доксатових решења.
Београдска тврђава октобра 1789. године поново пада у аустријске руке, али већ 1791. године бива враћена Османлијама према одредбама Свиштовског мира.
Српски устаници под Карађорђем освајају тврђаву 1807. године и она остаје у саставу устаничке Србије све до пропасти Првог српског устанка 1813. године. Према уговору о Османлијском напуштању Србије кнезу Михаилу Обреновићу (1839—1842, 1860—1868) 19. априлa 1867. године бивају симболично предати кључеви Београдске тврђаве. Непосредно после овога утврђење губи свој војни карактер, а од 1869. године цео простор некадашње тврђаве и њене околине почиње да се претвара у Калемегдански парк.
Простор тврђаве је страдао током бомбардовања за време Првог светског рата и том приликом су уништене скоро све зграде у њеној унутрашњости, а сами бедеми су претрпели тешка оштећења.
Зграда Географског института, у којој се данас налази Војни музеј, гради се од 1924. – то је прва зграда грађена према тадашњем Генералном плану. На градилишту је пронађена римска статуа жене, близу два метра висине, пренета у Народни музеј. Пронађен је и римски новац и плоча са латинским натписом, који су радници уништили. У Горњем граду се налазио гарнизонски војни затвор.
Пре градње савског кеја, уклањани су „први бедеми… сасвим на обали” у лето 1936, кружни пут испод Доњег града је завршаван крајем августа. У склопу реконструкције тврђаве, те године је подизана „петоспратна кула” у околини цркве Ружице и мостови. У то време је и Зиндан капија реконструисана и добила данашњи изглед. Кафана између Зоолошког врта и Цркве Ружице грађена је 1938. и отворена у јуну 1939 (закупац је убрзо био осуђен по Закону о сузбијању скупоће). Кула Небојша је такође рестаурирана 1938, повећано је шеталиште на савској страни, оправљени срушени зидови тераса испод „Победника”. Пре рата је планирано да се у Доњем граду изгради олимпијски стадион.
Током Другог светског рата у склопу тврђаве су биле стациониране немачке окупационе снаге. Доњи град је регулисан 1941—43, уклоњене су старе зграде и рушевине и простор је претворен у парк. После ослобођења Београда 20. октобра 1944. године у тврђаву су се сместиле трупе ЈНА, које су је напустиле 1946. године када је цео простор тврђаве и парка стављен под заштиту државе.
У 2018. години најављено је да ће цео део приобаља од Бранковог моста на Сави до Панчевачког моста на Дунаву бити трансформисан у линеарни парк, по узору на Хај лајн парк у Њујорку и парк Зарјадје у Москви. То би опколило Београдску тврђаву. У априлу 2019. најављено је да ће се парк простирати на 4,7 km (2,9 mi), покривајући површину од 47 ha (120 acres). У августу 2021, град је проширио пројекат на 66 ha (160 acres), али ће само 22,8 ha (56 acres) заправо чинити зелени коридор, док ће остатак бити приватни стамбени објекти, комерцијални објекти и спортски терени. Ово је изазвало негативне коментаре стручњака. Нови дизајн би заправо потиснуо људе од реке, да шетају садашњим булеваром који окружује тврђаву. Сама тврђава би на крају била додатно деградирана и обезвређена, те су архитекте и археолози уместо тога предложили анкете, истраживања и конзервацију подножја тврђаве. Пројекат парка је описан као димна завеса, са стварном сврхом продаје обала реке приватним инвеститорима и подизања цена некретнина.
Нова градска управа на челу са градоначелником Александром Шапићем је 2022. године урбанистичким планом града укључила измештање Београдског зоолошког врта из тврђаве. У фебруару 2023, године Шапић је најавио пресељење у деоницу Ада Сафари острва Ада Циганлија. Градски менаџер Мирослав Чучковић објаснио је пресељење: „Од оснивања нове градске управе… доносили смо одлуке које су везане за нашу посвећеност просторима којима су се Београђани приближавали свих ових претходних година. То су простори за које сматрамо да треба да имају неку нову врсту садржаја и могућност директног улагања у њих“. Шапић је додао да је „донета политичка одлука да се то реши“, а ако све буде по плану, пресељење би могло бити завршено за три године.
Реакције јавности и стручњака на пројекат биле су велике, углавном у погледу брзоплетости, арбитраже, ирелевантности, законитости и одабира локације. У јавности се спекулисало да становницима новоизграђеног богатог стамбеног комплекса К-Дистрикт преко пута зоолошког врта смета смрад, или да би се уместо зоолошког врта на овако изузетној локацији могли градити неки уноснији објекти, јер су „директне инвестиције“ дате као један од разлога. Шапић се потом мало повукао, рекавши да је то само „политичка идеја“ која се не прави на брзину, да ће се тек сада радити анализе и анкете ради провере одрживости, да се ништа неће градити уместо зоолошког врта, већ ће се тврђава конзервирати уместо тога, и да не постоји одређени временски оквир за пројекат.

## Археологија

### Други светски рат
Већ у априлу 1941. године, професор и мајор Јохан Албрехт фон Рајсвиц је постављен у Службу за заштиту културних вредности у Србији. Спасао је бројне културне објекте у Србији, за које је после рата добио похвале и од неких српских историчара. Доњи град је 20. октобра 1941. ограђен по његовом наређењу чувања и заштите тврђаве. Он је такође започео и археолошка ископавања. Међутим, право на копање у тврђави тражено је и од псеудонаучне организације Аненербе и од Главне радне групе југоисток од Радне групе Рајхслајтера Розенберга. Под финансијским и политичким притиском, фон Рајсвиц је осећао да мора да стане на страну једног од њих, те је у октобру 1941. договорио учешће Аненербеа са шефом организације Валтером Вустом. На основу тога, колаборационистички министар просвете и вера Велибор Јонић издао је „дозволу за монопол“ Аненербеовом генералном секретару Волфраму Сиверсу у фебруару 1942.
Аустријски праисторичар Фридрих Холсте изабран је да спроведе истраживање, али је убијен у мају 1942. у близини Харкова у Украјини, пре него што је стигао у Београд. Заменио га је Вилхелм Унферцагт, директор Берлинског музеја за праисторију и рану историју. Уз Сиверса и Херберта Јанкуна, блиског сарадника Хајнриха Химлера, Унферцагт је започео циљано ископавање, тражећи материјалне доказе који би потврдили немачку идеју о трансформацији Београда у Prinzeugenstadt. Он је посебно тражио монументалну капију на уласку у Доњи град, подигнуту током обнове Београда Николе Доксата по наређењу принца Еугена Савојског током 1720-их и 1730-их година. Капија је добила име по светом римском цару из тог периода, Карлу VI. Секретар Министарства унутрашњих послова Рајха Вилхелм Штукарт је већ 15. јула 1941. послао допис у којем тражи да се Београд претвори у „Рајхову тврђаву“. Требало је да се војно повеже са Борским рудницима бакра и злата и Ђердапском клисуром Дунава, да би се створила заштитна зона Баната. Ова зона је требало да постане Еугенија, односно Дистрикт Принца Еугена, где је требало да се населе и прошире дунавске Швабе.
Копање је трајало 1942. и 1943. године, када је прекинуто након што је почело савезничко бомбардовање Београда. До 1943, Немци су потпуно обновили капију Карла VI, до најситнијих детаља. Реконструкција је обухватила картуш са иницијалима цара на престоници са спољне стране, а наводни грб никада постојеће Трибалије, са унутрашње стране (вепар са стрелом прободеном кроз главу). Како се мотив овог грба појављивао у средњовековним српским печатима и усвојен као део српског грба после Првог српског устанка 1804. године, требало је да прикаже инкорпорацију Србије у западно царство. Капија је оштећена већ током тешког савезничког ускршњег бомбардовања у априлу 1944. године.
Није познато да ли је Аненербе нешто конкретно тражио или је само желео да фалсификује пут којим су Аријевци са Блиског истока стигли у Немачку. Неки сачувани документи показују да су открили остатке келтских и готских насеља, ров из римског периода и реликвије из аустријске владавине након освајања Еугена Савојског. Неки извори тврде да је након почетка бомбардовања документација и део артефаката превезени у Лебус, у Немачкој, и сматрају се изгубљеним. Други тврде да је цео материјал похрањен у Музеју града Београда. Оно што се поуздано зна јесте да су Немци током „чишћења терена“ 1941–1942 године потпуно уништили темеље аустријске артиљеријске касарне подигнуте у периоду 1723–1736.

### После рата
Град је 29. фебруара 1952. године донео „Одлуку о заштити, адаптацији и одржавању народног парка Калемегдан“ којом су постављене границе заштићених подручја као реке Дунав и Сава и улице Тадеуша Кошћушког (Пјерона де Мондезира) и Париске. Београдски Завод за заштиту споменика културе је 1962. године проширио зону на неколико блокова преко пута. Детаљни план Калемегдана из 1965. године предвиђао је да се, упркос огромној археолошкој вредности која лежи испод тврђаве, може истражити, рестаурирати или заштитити у основи само оно што је до тада откривено. То је изазвало проблем како за проширење парка, тако и за даље истраживање подземља тврђаве. Најбољи пример је Доњи град где се не виде ни парк у потпуности развијен ни остаци некадашње луке која се ту налазила.
Површина тврђаве је 66 ha (160 acres). До 2000. године само 5% те површине је археолошки испитано, а до 2010. тај број је порастао на 12% или 8 ha (20 acres). На основу досадашњих сазнања, процењује се да је за време владавине деспота Стефана Лазаревића у првој половини 15. века, када је Београд постао престоница Србије, град у оквиру тврђаве имао 5.600 до 12.000 становника. Археолошка истраживања су вршена на следећим локацијама:
- Горњи град у унутрашњој тврђави; прегледано 1948–2009; пронађени остаци припадају праисторији, антици, средњем веку и турско-аустријском периоду
- бедем на обали у Доњем граду 1963–2010; средњи век и турско-аустријски период
- Калемегдански парк 1973–2010; антика, средњи век и турско-аустријски период
- Београдски зоолошки врт 1988; антика, средњи век и турско-аустријски период

У септембру 1969. објављена су велика открића. Изглед Доњег града је након ископавања скоро потпуно промењен. Откривена је средњовековна калдрма, стари бедеми и капије. При томе је Доњи град учињен приступачнијим посетиоцима, укључујући ново степениште и реконструкцију дела средњовековног бедема. У Горњем граду откривена су четири велика, масивна стуба из периода деспота Стефана Лазаревића (15. век). То су остаци средњовековног моста који се налазио испред главног улаза у унутрашње утврђење града. Тврђава је била окружена дубоким ровом. Раније се знало да је у оквиру тврђаве постојао унутрашњи, покретни мост, који је опстао до 17. века, али се није знала његова тачна локација и тип конструкције.
Истражене деонице после 2000. године обухватају прилазну стазу до Малог степеништа у парку Калемегдан, бастион на савској падини, капије Краља, Саве, Мрака и Карађорђа, Велики Равелин итд. Приликом реконструкције Чесме Мехмед паше Соколовића 2017. године, поред Дефтердарове капије у Горњем Граду, дошло је до неколико археолошких открића. Откривени су остаци римског каструма, две урне из бронзаног доба и остаци неолитског предмета. Налази су конзервирани и поново сахрањени.

## Карактеристике
Београдска тврђава је углавном подељена на четири дела. Четири деонице, од којих две чине саму тврђаву (Доњи и Горњи Град), а две данас чине Калемегдански парк, биле су подељене Цариградским путем, на локацији савремене пешачке стазе поред Уметничког павиљона Цвијете Зузорић.

### Доњи град
Доњи Град заузима падину ка обалама река, од врха (гребен где је „Победник”). Између најнижег дела и Дунава налази се Кула Небојша („Неосвојива, неустрашива или смела кула“), која је претворена у музеј грчког револуционара Риге од Фере, којег су Турци у овој кули задавили и његов леш је бачен у Дунава. Доњи Град, као и суседна Савамала, често страда од поплава, а Кула Небојша је претрпела знатна оштећења током великих поплава 2006. године. У овом крају се налазе и православне цркве Ружица (некадашње аустријско складиште оружја) и Света Петка, као и Београдски планетаријум.
Модерну цркву Свете Петке пројектовао је архитекта Момир Коруновић. Изградња је почела у првој половини тридесетих година двадесетог века, на месту старе капеле. Освећена је 27. октобра 1937. године, на празник Свете Петке.
За време мандата градоначелника Драгана Ђиласа (2008–13) поново се појавила идеја о проширењу зоолошког врта на Доњи Град, који је заузимао пре Другог светског рата, али су стручњаци били против. Урбанистичким планом тврђаве из 1965. године већ је било предвиђено потпуно измештање зоолошког врта ван тврђаве, на неке приградске локације, које су у каснијим плановима обухватале Велико Блато, Степин Луг или Јелезовац. Проширење зоолошког врта прекинуло би пешачку комуникацију између дунавског и савског дела тврђаве, која је већ пресечена 1949. године, али је обновљена 2009. реконструкцијом и отварањем Савске капије. Такође, спречило би се истраживање Доњег Града, који је још увек у великој мери неистражен, а капију Карла VI, ремекдело Балтазара Нојмана, оставило би у самом зоолошком врту. Године 2017, зоолошки врт није био измештен, али се одустало од идеје о проширењу.
Осим заштите тврђаве као споменика културе, као споменик природе заштићени су делови Доњег града и падина која га дели од Горњег града. Подручје је уврштено у прву заштиту тврђаве из 1946. Године 1968, посебно су заштићена два подручја: „Поморски неогени гребен – профил испод споменика Победникa на Калемегдану“ и „Геолошко-географски слојеви на локалитету Калемегдан, код споменика Победник“ . Агенција за животну средину Србије израдила је студију о овом подручју и доставила је Влади 2017. У фебруару 2021, Влада је спојила два раније заштићена подручја и проширила заштићено подручје на 14,07 ha (34,8 acres), успостављајући споменик природе Калемегданска пешчара. Подручје је јединствено геолошко обележје у Србији, као остаци морског гребена најстарије етапе у историји Панонског мора. То укључује седименте који потичу из средњег, баденског стадијума миоценског периода. Сматра се да литице имају и историјски значај - словенско име Београда, бели град, према једној од теорија, потиче од откривених белих слојева миоценског кречњака на чијем је врху подигнут град.

#### Црква Успења Пресвете Богородице
Црква Успења Пресвете Богородице, која је служила и као саборна црква, грађена је током 12. века, за време обновљене византијске владавине. У цркви се налазила чудотворна икона Богородице. Забележено је да су се византијска принцеза и српска краљица Симонида поклониле икони 1315. године када је посетила Београд. Сама грађевина је била велика тробродна црква са великом куполом. Како је Београд у другој половини 14. века био углавном запуштен, и црква је доста пропадала.
Када су Мађари предали град српском деспоту Стефану Лазаревићу, он је започео масовну обнову тврђаве, укључујући и цркву, која је обновљена и проширена. Хроничар Константин Филозоф описао је цркву, укључујући чувену икону Богородице, мошти Свете Петке и свете царице Теофано (пресељене у Београд после пада Бугарске под Османлије), иконе Дванаесторице апостола (шест са обе стране), и реликвијар који садржи руку. Деспот је доградио певнице и манастирски комплекс око ње. Црква је постала седиште Београдске митрополије, овога пута Српске православне цркве, а он је проглашен „егзархом свих српских земаља“.
Више од две деценије касније, када је Београд враћен Мађарима, уз њу је подигнута зграда Митрополије. На сам дан када су Османлије освојиле Београд, 29. августа 1521. године, цркву су претвориле у џамију. Са крова је скинут крст, пресликане су иконе и претопљена црквена звона. Већ сутрадан је османски султан Сулејман Величанствени у бившој цркви служио главну исламску молитву петком, џума намаз. Када је Сулејман преселио београдске хришћане у Цариград, они су са собом понели икону Богородице и мошти Свете Петке и свете царице Теофано. Део њих је насељен у истанбулском насељу данас познатом као Белградкапи, или Београдска капија, где су подигли Богородичину цркву, а вероватно чували иконе и мошти. Унутрашњост и све реликвије у овој цркви су уништене током Истанбулског погрома 1955. године.
У близини цркве, Османлије су ископали у земљу велики магацин за барут. Током аустријског напада под Еугеном Савојским, аустријска војска је директно ударила у магацин 17. августа 1717. изазвавши експлозију која је срушила скоро све грађевине у Доњем граду, укључујући и цркву. Током масовне реконструкције тврђаве и изградње барокног Београда која је уследила 1720–1739, Аустријанци никада нису обновили цркву. Даље, да би изравнали терен у Доњем граду, потпуно су срушили остатке цркве. Данас се не зна ни где се црква тачно налазила, ни како је изгледала њена спољашњост.
Једини сачувани део цркве су остаци мермерног надвратника са непотпуним ктиторским натписом деспота Стефана Лазаревића: В Христа Бога благоверни деспот Стеф…Београдске обнових место сие и призидах певнице и…придржеш…. То је откривено 1967. године. Већи остаци Митрополитовог седишта откривени су 1977. Они обухватају лучно отворене зидове некадашњег трема. У фебруару 2021. године, град је најавио да ће финансирати археолошка истраживања на локацијама на којима је црква можда била подигнута, у нади да су барем темељи цркве сачувани закопани под земљом.

### Горњи град
Горњи Град (Горњи Град), горњи део тврђаве, претворен је у парк, са лепим шеталиштима и статуом „Победника“, и такозваним „Римским бунаром“ који су заправо подигли Аустријанци. Ту су и Народна опсерваторија (од 1963) у Кули деспота Стефана, турбе (гробница) Дамад Али-паше, чесма Мехмед паше Соколовића, тениски и кошаркашки терени итд.

#### Барутана (око 1720-их)
За посете је прилагођен и аустријска барутана, изграђена за време аустријске окупације Београда 1718–39, након што су стари уништили током опсаде Београда 1717. године. Они су директно погодили магацин топовском куглом, а експлозија која је уследила омогућила је Аустријанцима да заузму град. Објекат се налази испод бедема високог 7 m (23 ft). Магацин је данас улепшан артефактима из римског периода који су откривени у или око тврђаве: надгробне стеле, споменици, олтари и Јонин саркофаг, који потиче из 3. века. Уређен је и отворен за посетиоце 2014. године.
Један од римских мермерних споменика, који се излаже од 2012. године, била је такозвана Херкуланка (по Херкуланеуму, где су прве такве скулптуре откривене у 18. веку). Обично су то биле почасне репрезентације значајних жена. Процењује се да је дело неког локалног вајара који представља једну од значајнијих становница Сингидунума, а настао је око 300. године и пронађен је у близини Војног музеја. Представљена жена је богата, у јако драпираном хитону, са химатион мантијом премотаном преко руке и главе. У мају 2020. године дошло је до провале у лапидаријуму часописа, а Херкуланка је вандализована и разбијена.

#### Римски бунар (око 1720-их)
Садашњи објекат, назван Римски бунар, није ни римски ни (водени) бунар. Налази се уз југозападни бедем Горњег града, у близини споменика Победник и „Краљеве капије“. Подземни објекат постојао је у средњем веку и помиње га Константин Костенец за време владавине деспота Стефана Лазаревића, у првој половини 15. века. Очигледно је то била тамница како се помиње током опсаде Београда 1456. године када је у њој страдало 30 мађарских завереника након што је осујећена њихова намера да пусте Турке у тврђаву и да им предају град. Требало је да им Турци плате, али су откривени и спуштени у јаму са конопцима. Тамо су остали без хране, а након што су почели да губе разум од глади, бацани су им ножеви да се међусобно убијају. Турски путник Евлија Челебија је 1660. године писао о објекту као силосу за жито.
Након што су Аустријанци заузели северну Србију 1717. године, било је очигледно да постоји проблем водоснабдевања града у оквиру тврђаве. Главни извори су биле две велике реке, Дунав и Сава, али како је Београд често био под опсадом или ратиште, то није било практично јер би реке постале недоступне током опсаде те су тражили алтернативу. У оквиру масовне изградње и реконструкције Београда у барокном маниру, од 1717. до 1731. године ископан је данашњи објекат и постављен сложени дрвени механизам за подизање воде из јаме од 50 m (160 ft). Дизајнирао га је Балтазар Нојман. Аустријанци су првобитно намеравали да ископају прави бунар. Спустили су се на 54 m (177 ft), што је испод нивоа воде у Сави, али нису нашли воду и заправо су ударили у непропусни слој стене. Тада су одлучили да адаптирају јаму у цистерну и да у њу спроведу све површинске воде.
Механизам је био ручно покретан, радио је на принципу полуге и имао је 12 сегмената, односно клипова, који су сви радили у исто време када су се покретали. Вода се тада „пењала“, преливала се из једне посуде у другу. Будући да је био направљен од дрвета, или је потпуно иструнуо или је изгорео у наредним борбама, али се понекад помиње као почетак „индустријског периода“ у Београду. Примерак шема и даље се чува у библиотеци Матице српске у Новом Саду. Нојман је такође конструисао дупло спирално степениште које се спушта 35 m (115 ft) низ шахту и засновало га на степеништу у бунару Светог Петра у Орвијету, Италија, из 1527. године аутора Антонија да Сангала Млађег. Пречник окна је 3,4 m (11 ft). Степениште има 212 степеница и на дну је мали ходник који повезује два дела степеништа, али је често поплављен. На аустријским картама носи назив Велики бунар, али када су српски побуњеници почетком 19. века ослободили Београд од Османлија, постепено су га назвали Римски бунар, јер је тада било опште веровање да су све старе грађевине биле римске.
Југословенска краљевска војска је 1940. године испразнила бунар, измерила га и очистила. Због тога се током Другог светског рата Београдом проширио урбани мит да је у бунару скривено злато из Народне банке Краљевине Југославије. Немачке окупационе снаге послале су три рониоца да провере дно бунара, али су сва тројица нестала. Неки од југословенских војника су очигледно уклесали број "1940" близу дна бунара.
Године 1954, један човек је бацио своју љубавницу у бунар.  Полиција је хтела да докаже да ју је он убио, те су рониоци послати да пронађу тело, али нису успели. Ипак, њено тело се поново појавило десет дана касније. Ова прича послужила је као инспирација Душану Макавејеву када је 1967. написао и режирао филм Љубавни случај или трагедија службенице ПТТ. Године 1964, Алфред Хичкок је посетио бунар и хвалио „амбијент“. Током 1967–1968, извршена су нова истраживања објекта. Рониоци су открили да је дно пуно муља и извукли више скелета, неколико животињских и два људска. Рониоци су 1987. истраживали да ли постоји веза између бунара и Саве, али нису пронашли тунел. Дно је било равно, у води је била једна клупа из парка и огроман број новчића. Римски бунар послужио је као инспирација за још један филм, Лавиринт, који је Србија номиновала за Оскара 2002. Током роњења 2006. године, минијатурна амфипода дугачка 5 mm (0,20 in), до тада неоткривена у Србији, је пронађена. Затворен је 2007. године, реконструисан и поново отворен у марту 2014. године, али је од 2017. горњи део отворен за посетиоце, док је спуштање забрањено из безбедносних разлога.
Рониоци су га поново истражили у новембру 2017. Дно више није било равно јер су клупа и новчићи били прекривени дебелим слојем од око 15 m3 (530 cu ft) грађевинског отпада, гвоздених шипки, рефлектора, жичаних канти за смеће итд, што је све учинило бунар 1,5 m (4 ft 11 in) плићим. На води су плутале лименке, пластичне флаше и поклопци, а формирала се гомила нових новчића. Рониоци су предложили да се бунар чисти најмање једном годишње. Ипак, вода је била необично бистра, са вештачким рефлектором била је провидна све до дна, или 14 m (46 ft) и имала је температуру од 12 °C (54 °F). После 300 година, спелеотеме су почеле да се формирају близу дна бунара.
Бунар је и даље један од „мистериознијих” и „застрашујућих” објеката у Београду. Око њега се развило читаво мистично мноштво маргиналних прича, укључујући и идеју да је много старији. Од тврдњи да је постојао за време владавине деспота Стефана Лазаревића, или у самом римском периоду, да су га градили војници из Легије IV Флавије Феликс, до тврдњи да је „пупак света“ и да се спушта у Хад, који је користио Орфеј током своје потраге за Еуридиком. Док се у неким текстовима из периода Лазаревића помиње објекат под називом „бунар“, то је заправо било складиште хране. Ту су и приче о бунару повезаном са мрежом лагума, подземних ходника у Земуну, преко Саве. Од 2007. године, град је почео да прави и мења планове за реконструкцију бунара, чак га назива приоритетним због лошег стања, али до 2023. године није реновиран.
Постојање још једног бунара, својеврсног „близанаца” римског бунара, данас није широко познато. Овај бунар, грађен по истом принципу и приближно исте дубине, налази се даље од тврђаве, испод савременог Споменика Вуку Караџићу у суседству Вуков споменик.

#### Дамад Али-пашин турбе (1784)
Турбе се налази на централном платоу Горњег града и један је од ретких преосталих споменика исламске архитектуре у Београду. Име је добио по Дамад Али-паши, великом везиру Османског царства 1713–16, за време владавине султана Ахмеда III. Маузолеј је, међутим, млађи. Саграђен је 1784. године над гробом Изет Мехмед-паше, другог великог везира и мухафиза, односно гувернера Београда. Турбе је тешко оштећено током Првог српског устанка, те га је османски гувернер Србије Марашли Али-паша реконструисао 1818–1919. године и посветио Дамад Али-паши. У турбету су сахрањена још два мухафиза, који су овог пута управљали само тврђавом пошто је Србија добила аутономију: Селим Сири-паша 1847. и Хасан-паша 1850. године.
Маузолеј је од камена, правилне шестоугаоне основе. Бочне стране су дугачке 4 m (13 ft), висок је 7 m (23 ft) и пречника 8 m (26 ft). Темељно реновирање извршено је 2017. године. Замењене су инсталације и кров, изведена је дренажа пода и урађена унутрашња и спољашња конзервација. Стари црепови су били поломљени те се вода уливала унутра. Замењен је цреп који није био оригинални кровни покривач оловним и новим, савременим црепом, трули дрвени под замењен је плочама од цигле, и замењен је и дрвени покривач гробнице.

#### Природњачки музеј (1830s-1840s)
Музеј се налази на Великом Равелину. Саграђен је током 1830-их или 1840-их година. Првобитно је служио за смештај отоманских гардиста, тако да није простран објекат, обухвата 100 m2 (1.100 sq ft). Из Конака кнеза Милоша у Топчидеру 1957. године у зграду је измештен Музеј шумарства и лова. Године 1973, музеј је припојен Природњачком музеју. Након што је Музеј шумарства и лова званично укинут 1994. године, зграда је постала галерија Природњачког музеја. Он има 35.000 посетилаца годишње.

#### Завод за заштиту споменика културе (1904)
Првобитна зграда грађена је од 1902. до 1904. године, да би служила као седиште српског Генералштаба. Срушена је током аустроугарског бомбардовања Београда преко Саве у октобру 1915. године. Одлучено је да се нови штаб подигне на истој локацији. У послератној ситуацији, када су средства била оскудна, уз хитност да се санира штета, одлучено је да се подигну два привремена објекта. Једна зграда је подигнута на месту бастиона Првог југозападног бедема, док је друга подигнута на темељима зграде из 1904. године.
Обновљени објекат је пројектовао Јанко Шафарик, у типичном маниру српске градске архитектуре 19. века. Фасада и околни елементи обухватају сокл од природног камена, бочне степенице од вештачког камена, а ограду и канделабре од ливеног гвожђа. Када је Генералштаб 1928. године усељен у нову зграду у Улици кнеза Милоша, зграда у тврђави је претворена у Војни музеј. Године 1956, музеј је измештен у оближњу, знатно већу зграду Војногеографског института, помоћна зграда на бедему је срушена, а Завод за заштиту споменика културе 1961. године усељен у преосталу зграду. Фасада зграде је у потпуности реновирана у јесен 2021. године.

#### Бункер (1948–1949)
Године 1948, након резолуције Информбироа и раскола Тито-Стаљин који је уследио, на тврђави је почела изградња одбрамбеног бункера. Притом је откривен бедем првобитне куле Небојша дебљине 5 m (16 ft). Он је уништен, и бункер који покрива 200 m2 (2.200 sq ft) је завршен до 1949. године. Највиша тачка бункера је топовска купола која је служила за артиљерију и војне јединице. Касније напуштен, адаптиран је за туристе и отворен у децембру 2012. Он има делове аутентичног инвентара из 1950-их: сигурносна врата, кревете, вентилацију, резервоаре за воду итд.

#### Кошаркашки споменик (2018)
Дана 12. децембра 2018. године, свечано је посвећен споменик под називом „Споменик оснивачима српске и југословенске школе кошарке“. Датум је био симболичан, јер је обележено и 95 година од доласка прве кошаркашке лопте у Србију и 70 година од оснивања Кошаркашког савеза. Споменик се налази у малом парковском простору између кошаркашких терена „Партизана“ и „Црвене звезде“.
Како пише на натпису, споменик је посвећен кошаркашким репрезентативцима Југославије који су се квалификовали за Светско првенство 1950. године у Аргентини. Четири играча из овог тима постали су чланови FIBA Куће славних: Небојша Поповић, Александар Николић, Радомир Шапер и Борислав Станковић. Скулптура је изграђена на иницијативу некадашње кошаркашице Наташе Ковачевић. Споменик је дизајнирао вајар Радош Раденковић, а симболизује „борбу за глобалну афирмацију“ и представља три стилизоване руке које посежу за кошаркашком лоптом.

### Велики Калемегдански парк
Велики Калемегдански парк заузима јужни угао тврђаве, са геометријским шеталиштима, Војним музејом, Музејом шумарства и лова, и Спомеником захвалности Француској. На месту Споменика захвалности Француској налазио се споменик Карађорђу који је посвећен 21. августа 1913. године, дело Пашка Вучетића. На бочним странама постамента био је рељеф са разним фигурама, а посвети је присуствовао и Карађорђев унук, српски краљ Петар I. За време аустроугарске окупације Београда у Првом светском рату, Аустријанци су планирали да управо на том месту подигну бронзани споменик свом цару Францу Јосифу I, те су Карађорђев споменик истопили да би бронзу поново употребили. Када је споменик Францу Јосифу 1918. године отпреман у Београд, српске снаге су заузеле брод и заплениле статуу. Касније је претопљено у три црквена звона, од којих највеће и данас звони са звоника Ружичке цркве.

#### Гондола лифт
Градска власт је у августу 2017. године најавила изградњу гондоле, која би повезивала Калемегдан са Ушћем за 2018. годину. Изградња је потврђена у марту 2018. године, када је одустало од идеје о пешачком мосту након што је описан као „компликован“ и „нестабилан“. На калемегданској страни, станица ће бити укопана у брдо, 1m (3 ft 3in) испод Савског шеталишта тврђаве. Испод пројектоване станице на 7 m (23 ft) налази се пећина, тако да постоји могућност да пећина буде прилагођена за посете и лифтом повезана са будућом станицом гондоле. На страни Ушћа, полазна тачка ће бити поред Скејт парка, преко пута Куле Ушће. Цела рута је дуга 1 km (0,62 mi), од чега ће 300 m (980 ft) бити изнад саме реке Саве. Процењена цена је 10 милиона евра, а трајање радова 18 месеци. Настављене су већ постојеће критике на рачун пројекта, од званично коришћеног назива (гондола уместо традиционалног српског жичара) и изабране локације, до трасе, посебно станице Калемегдан која је колапсирајући локалитет изнад пећине, у простору већ склоном клизишту. Као боље решење предложен је Парк несврстаних земаља у насељу Косанчићев венац.
Сеча 47 стабала у парку, због гондоле, почела је у марту 2019. Борови су били стари од 50 до 60 година. Уз увећану цену од 15 милиона евра и јединствено противљење пројекту еколога, архитеката и урбаниста, уз додатну сечу преко 100 стабала у парку Ушће преко пута реке, то је изазвало народне протесте. Грађани су се организовали и док је град секао дрвеће, садили су нове саднице. Почело је и бушење, а најављено је да ће и камени зид бити делимично срушен. Општина Стари град је такође организовала протесте, рушила је ограде на градилишту, подносила жалбе и новчане казне против градских и државних службеника и најављивала 24-часовну стражу на градилишту и рушење било којег објекта изграђеног у међувремену.  Изградња гондоле забрањена је важећим Генералним регулациони планом Београда из 2016. године којим је прописано да је на подручју Београдске тврђаве забрањена изградња „каблова за алтернативни превоз и рекреацију“.
У марту 2020. године, Београдска тврђава је проглашена за једно од 7 најугроженијих места баштине у Европи од стране паневропске организације за културно наслеђе Европа Ностра, посебно због планиране изградње гондоле.

### Мали Калемегдански парк
Мали Калемегдански парк заузима простор у источном делу који се граничи са урбаним делом Београда. Северни део парка Мали Калемегдан заузима Београдски зоолошки врт, отворен 1936. године. Овде се налази и Уметнички павиљон Цвијета Зузорић.

## Преглед
Калемегдан је најпопуларнији парк међу Београђанима и многим туристима који посећују Београд због бројних вијугавих стаза за шетњу, клупа у хладу, живописних фонтана, статуа, историјске архитектуре и сликовитог погледа на реку (Сахат кула – кула са сатом; затворена 2007. за реконструкцију, поново је отворена априла 2014, Зиндан капија и друго). Некадашњи канал који је коришћен за градско снабдевање у средњем веку потпуно је прекривен земљом, али се идеја о поновном стварању појавила почетком 2000-их. Београдска тврђава је позната по километрима дугим тунелима, подземним ходницима и катакомбама, које су још увек у великој мери неистражене. У правом смислу, тврђава је данас зелена оаза у градској средини Београда.
Као комбинација више станишта (парк са старим дрвећем, тврђава, пејзажни поглед на реке и шумовито Велико Ратно Острво), Калемегдан може бити интересантан за стране туристе – посматраче птица, јер пружа увид у локалну фауну птица. Значајан је и као одмориште малих птица врбарица на сеоби, пре или после преласка река Саве и Дунава. Калемегдан има сопствени eBird хотспот и придружену веб страницу на калемегданском хотспоту.
Београдска трка кроз историју, годишња трка од 6 km, одржава се у парку и тврђави као начин да се истакне историја и култура овог краја.
Београдску тврђаву предложила је Влада Србије за Унескову светску баштину. Архитекте и урбанисти сматрају да ће евентуално уврштавање на листу заштитити тврђаву од „агресивне прелазне градње”. У том случају ће морати да се сачувају обриси тврђаве и панорамски поглед на њу. Уочено визуелно загађење обухвата неколико објеката. Гигантски објекат, пројекат студија Захе Хадид са краја 2000-их, на северној страни тврђаве, низ падину Дунава. Пројекат, упркос неким припремним радовима, још увек није почео. Други је био спирални пројекат „Облак” Соа Фуџимота, који је требало да повеже Савско пристаниште са тврђавом, али је пројекат одбачен после 2013. када је Ђиласу престао мандат градоначелника. Трећи пројекат је контроверзни пројекат Београд на води.
Тврђава генерално функционише као велика археолошка, уметничка и историјска ризница. Од 2014. обухвата:
- 19 спомен-бисти значајних личности српске историје, науке и уметности (Јован Скерлић, Милош Црњански, Јован Дучић, Ђура Даничић, Стеван Мокрањац
- 18 регистрованих археолошких ископина (куле потковице, остаци митрополитовог двора, римски каструм, зграда главне страже)
- 6 споменика и спомен обележја (Победник, Споменик захвалности Француској, Споменик деспоту Стефану Лазаревићу)
- 4 ресторана и кафића
- 4 спортска терена
- 3 скулптуре („Геније смрти”, „Уморни борац”, „Партизан са децом”)
- 2 фонтане („Буђење”, „Рибар”)
- 2 чесме („Јапанац“, „Мехмед-паша Соколовић”)
- 2 цркве (Ружица, Света Петка)
- 2 галерије (Природњачког музеја, Унутрашња Стамбол капија)
- 2 музеја (Војни музеј, Небојшина кула)
- Уметнички павиљон „Цвијета Зузорић”, Градски завод за заштиту споменика културе, Београдски планетаријум, Луна парк, Београдски зоолошки врт, Народна опсерваторија, Музички павиљон, Научно-истраживачки центар Археолошког института [[Serbian Academy of Sciences and Arts|Српске академије наука и уметности за тврђаву, Спомен костурница браниоца Београда 1914–15
- Гробница народних хероја у којој се налазе посмртни остаци чланова Комунистичке партије и ратних хероја Ивана Милутиновића, Ђуре Ђаковића, Иве Лоле Рибара и Моше Пијаде. Гробница је подигнута за прва три 1948. године од гранитних плоча намењених за изградњу цркве Светог Саве. Стеван Боднаров је вајао њихове бисте 1949. Након његове смрти 1957. године, у гробници је сахрањен и Пијаде, а биста, рад Славољуба Станковића, додата је 1959. године. Комплекс је проглашен за споменик културе 1983. године. Од 1990-их, гробнице су често вандализоване.[73][74] Након што су биле вандализоване три пута у једној години, чланови организација које тврде да су комунистичко наслеђе организовали су стражаре грађана да чувају гробнице у децембру 2020,[75] али је скрнављење настављено 2021.[76] и 2022. године.[77][78][79]

## Значајне године

### Године градње и рушења
- 6. или 11. — Прво утврђење од палисада и земљаних бедема
- II век — Римски каструм
- 441. — Хуни освајају и руше утврђење
- пре 535. године — Јустинијан I подиже рановизантијско утврђење
- VIII век — Обри руше тврђаву и она бива напуштена
- Средина XII века — Манојло I Комнин обнавља утврђење и подиже кастел камењем из Земунске тврђаве
- 1316—1319. — Милутин проширује утврђење и спушта га ка Сави (Западно Подграђе)
- 1403—1407. — Деспот Стефан проширује тврђаву
- 1427. — Додатна ојачања под деспотом Стефаном
- прва половина XV века — Мађари ојачавају утврђење
- 1688—1696. — Корнар претвара средњовековно у артиљеријско утврђење
- око 1690. — Током Османлијског напада целокупан Деспотов Град бива дигнут експлозијом у ваздух
- 1717—1736. — Доксат ојачава утврђење
- 1739. — Доксатова ојачања бивају порушена према Београдском миру
- Друга половина XVIII века — Османлије подижу утврђење као поједностављени облик Доксатових ојачања
- 1869. — Већи део тврђаве почиње да се претвара у Калемегдански парк
- 1946. — Тврђава је стављена под заштиту државе

### Године борби смена власти
- 441. — Хуни освајају и руше утврђење
- 471. — Теодорик осваја утврђење
- 489. — Остроготи напуштају град
- VIII век — Обри руше тврђаву и она бива напуштена
- 1112. — Мађари освајају и руше тврђаву, а материјал уграђују у Земунски Град
- 1183—1184. — Мађари заузимају утврђење
- 1284. — Драгутин добија Београд на управу
- 1316. — По Драгутиновој смрти Милутин осваја Београд
- 1319. — Мађари враћају утврђење
- 1403. — Стефан Лазаревић добија Београд на управу
- 1427. — После смрти деспота Стефана утврђење је враћено Мађарима
- 1440. — Прва Османлијска опсада града под Муратом II
- 1456. — Друга Османлијска опсада града под Мехмедом II
- 1521. — Османлије под Сулејманом I Величанственим освајају град
- 1688. — Аустријанци заузимају тврђаву
- око 1690. — Османлије освајају утврђење
- 1717. — Аустријанци заузимају утврђење
- 1739. — Београдским миром је тврђава враћена Османлијама, а Доксатова проширења уништена
- 1789. — Аустријанци освајају утврђење
- 1791. — Свиштовским миром је тврђава враћена Османлијама
- 1807. — Српски устаници ослобађају тврђаву
- 1813. — Османлије преузимају утврђење после слома Првог српског устанка
- 1867. — Османлије предају Србима тврђаву и напуштају Србију
- 1868. — На простору Београдске тврђаве основан је Београдски казнени завод који је деценијама представљао централну установу за издржавање казне робије у Србији
- 1914—1918. — Тврђава услед бомбардовања бива тешко оштећена током Првог светског рата
- прва половина XX века — Последња стална мирнодопска војна постава напушта тврђаву
- 1941—1944. — Немачке окупационе трупе су стациониране у тврђави, вршили су археолошка ископавања 1942—43.[80]
- 1944—1946. — ЈНА држи своје јединице у склопу утврђења

## Београдска тврђава данас
Београдска тврђава данас представља претежно типично артиљеријско утврђење, попут Петроварадина, али су у њој видљиви остаци и претходних епоха. Та разлика се најбоље види у материјалу градње:
- Бели делови представљају византијски и каснији српски, тј. средњовековни слој градње по коме је и цео град добио назив
- Црвени делови представљају аустријски и османски, тј. артиљеријски слој градње

Тврђава је данас власништво државе Србије и под њеном је заштитом, а директну управу над њом има ЈП „Београдска тврђава”. Она је стално отворена за посетиоце, а у њеном склопу се налазе:
- Војни музеј
- Завод за заштиту споменика културе града Београда
- Народна опсерваторија
- Галерија Природњачког музеја на Калемегдану
- Црква Ружица
- Капела Свете Петке
- Победник
- Гробница народних хероја
- Београдски зоолошки врт

У склопу тврђаве се стално изводе како мала археолошка истраживања, тако и конзерваторски и реконструкциони радови.

### Остаци римског каструма
Трагови римског каструма могу се данас у траговима видети у основи северног и западног бедема Горњег Града и чине их велики правилни тесаници.

### Остаци Деспотовог града
Најочуванији део некадашњег Деспотовог Београда представља североисточни део Горњег града који чини:
- Деспотова капија са кулом поред које се могу видети остаци система два бедема који је опасивао Горњи град
- Зиндан капија са цвингером (барбиканом)

Поред тога значајни остатак представља и цео источни бедем Горњег и Доњег града са остацима Источне капије Доњег града, као и северни бедем Горњег града.
Недалеко од Дефтердареве капије се могу видети темељи улазне куле и бедема Деспотовог града са стубовима носачима моста којим се некада улазило у њега. На падини између северног бедема Горњег града и платоа Малог града простиру се остаци митрополијског двора у оквиру кога се налазила и црква посвећена Успењу Богородице у којој су биле смештене мошти Свете Петке.

### Капије
- Стамбол капија (спољашња)
- Стамбол капија (унутрашња)
- Карађорђева капија
- Сахат капија
- Леополдова капија
- Зиндан капија
- Деспотова капија или Диздарева капија
- Дефтердарова капија
- Краљ капија или Западна капија
- Видин капија
- Мрачна капија
- Капија Карла VI погрешно називана Капија Еугена Савојског
- Корнарова капија — зазидана капија

### Куле
- Кула Небојша
- Кула Јакшића
- Кула Млинарица
- Деспотова кула
- Сахат кула